# Ichneumon pretorius
Ichneumon pretorius är en stekelart som beskrevs av Olivier 1792. Ichneumon pretorius ingår i släktet Ichneumon och familjen brokparasitsteklar. Inga underarter finns listade i Catalogue of Life.